# Hylemya bruneipalpis
Hylemya bruneipalpis är en tvåvingeart som beskrevs av Fan 1982. Hylemya bruneipalpis ingår i släktet Hylemya och familjen blomsterflugor. Inga underarter finns listade i Catalogue of Life.